# Deutschland. Ein Wintermärchen (Biermann)
Deutschland. Ein Wintermärchen ist ein von Wolf Biermann verfasster Text, der 1972 vom Verlag Klaus Wagenbach Berlin in der BRD veröffentlicht wurde. Der Titel wurde nach Heinrich Heines Werk Deutschland. Ein Wintermärchen gewählt. In 16 Kapiteln und 6 Liedern setzt sich Wolf Biermann mit seinem Vaterland, der DDR, und seiner Vaterstadt Hamburg auseinander.

## Entstehung
Im Jahr 1953 siedelte Wolf Biermann als kommunistischer Jugendlicher in die DDR über. Im Dezember 1964 unternahm er seine erste Gastspieltournee in Westdeutschland. Vom Sozialistischen Deutschen Studentenbund wurde er dazu für zehn Tage in verschiedene Städte der Bundesrepublik eingeladen. Diese Westreise ist Grundlage und Motivation für sein in den folgenden Jahren entstandenes Wintermärchen. Das erste Kapitel hiervon wurde bereits 1965 – ohne wirkliche Zustimmung Biermanns – vom Kabarettisten Wolfgang Neuss veröffentlicht, das vollständige Werk 1972 von Klaus Wagenbach. Erst 1979, nach Biermanns Ausbürgerung aus der DDR, wird Deutschland. Ein Wintermärchen in Hamburg zum ersten Mal aufgeführt.
Öffentlich trug Wolf Biermann Teile vom Wintermärchen auf seiner Reise in die Bundesrepublik im Jahr 1965 in Frankfurt am Main vor. Rückblickend meinte Wolf Biermann dazu: „Das war die Kriegserklärung an die Herrschenden. Und damit war im Grunde auch Schluss.“

## Inhalt und Aufbau
Die ersten sieben Kapitel behandeln die Reise von Ostberlin nach Hamburg und enthalten politische Überlegungen sowie fiktive Reflexionen.
In den Kapiteln 8 bis 16 ist Hamburg ständig präsent, besonders im letzten Kapitel wird die Solidarität mit dem Hamburger Proletariat betont. Eine besondere Einheit in diesen Kapiteln bildet die fiktive Diskussion mit Teddy Thälmann in den Kapiteln 14 und 15.
Der programmatische Ausklang erfolgt mit dem Gesang für meine Genossen.

## Parallelität mit Heinrich Heine
Bereits im ersten Kapitel wird – scheinbar beiläufig – Heinrich Heine erwähnt: „Ich dachte auch kurz an meinen Cousin / Den frechen Heinrich Heine“. Bei genauerer Betrachtung wird aber klar, dass dieser Bezug mehr beinhaltet als lediglich einen spontanen Einfall. Denn zwischen den biographischen Ereignissen und politischen Positionen beider Dichter bestehen zahlreiche Parallelen.
Analog zu Biermann wanderte auch Heine aus Deutschland aus, um an einer politischen Entwicklung teilzunehmen: Er unterstützte nach seiner Auswanderung im Jahr 1831 nach Frankreich die seit der Julirevolution von 1830 entstehende Entwicklung. Er sah die Französische Revolution als noch nicht verwirklicht an und wollte seine eigenen Ideen umsetzen: statt Demokratie und „proletarischen Gleichheitstaumel“ wollte er eine verantwortungsbewusste, autoritäre hierarchische Ordnung mit Wissenschaftlern und Künstlern an der Spitze. Dies sollte zu einer Republik der Kunst, der Freiheit des Geistes und der Befriedigung materieller Bedürfnisse führen. Ebenso wie Biermann war auch Heine vom Kommunismus angetan (und das schon vor seiner Freundschaft mit Karl Marx). Dies arbeitete er zum Beispiel an folgender Stelle poetisch ein:

„Wir wollen auf Erden glücklich sein, /
Und wollen nicht mehr darben; /
Verschlemmen soll nicht der faule Bauch, /
Was fleißige Hände erwarben. /
Es wächst hienieden Brot genug /
Für alle Menschenkinder, /
Auch Rosen und Myrten, Schönheit und Lust, /
Und Zuckererbsen nicht minder. /
Ja, Zuckererbsen für jedermann, /
Sobald die Schoten platzen!“

Heine wanderte nicht nur ähnlich wie Biermann aus, er besuchte auch seine Heimat nach einigen Jahren Abwesenheit wieder. Analog zu Biermanns Wintermärchen entstand auch Heines Versepos während dieser Reise. 1843 (und damit „gut hundert Jahre“ vor Biermann) reiste er aus dem liberalen Frankreich in das reaktionäre und restaurative Deutschland zurück. Deutschland war zu dieser Zeit ein vielgeteiltes Land, das nur lose durch den Zollverein von 1834 zusammengehalten wurde, sonst aber keine Einheitsaktivitäten zeigte. Heine hoffte auf eine Einigung Deutschlands, erkannte aber, dass die dazu benötigte geistige Einheit fehlt:

„Er [Zollverein] gibt die äußere Einheit uns, /
Die sogenannt materielle; /
Die geistige Einheit gibt uns die Zensur, /
Die wahrhaft ideelle –“

In diesem Abschnitt führt Heine ironisch die Unterdrückung der Pressefreiheit nach den Karlsbader Beschlüssen von 1819 als Gemeinsamkeit auf. Die Zensur stellt zudem eine weitere Parallele zwischen Heine und Biermann dar: Beide lebten in einem Deutschland, in dem der Staat die Pressefreiheit einschränken konnte und dies auch zum Verbot von Werken beider Künstler nutzte.
Die beiden Werke stellen somit eine komplexe und zwiespältige Auseinandersetzung mit dem jeweiligen Vaterland dar.
Dass sich Biermann an dem Wintermärchen Heines orientierte, wird auch besonders in der formalen Gestaltung deutlich. Biermann übernahm – zwar durchbrochen durch neue Strukturelemente wie Lieder – die Form des Reiseberichts. Ebenfalls besteht Biermanns gesamtes Werk aus den typischen „Heinestrophen“ (an Volksliedstrophen erinnernde Vierzeiler). Das Metrum schwankt, wie bei Heine, unregelmäßig zwischen Jambus und Daktylus, die Verse beginnen aber fast alle mit einem jambischen Auftakt. Der 1. und 3. Vers enthält jeweils 4, der 2. und 4. jeweils 3 Hebungen. Auch das Reimschema wurde von Biermann übernommen: es reimt sich stets der 2. auf den 4. Vers (z. B.: hin & Sinn; Genossen & erschossen; Minenfeld & bellt;).
Die aber wohl offensichtlichste Übereinstimmung beider Werke ist der Titel, der exakt übernommen wurde. In beiden Fällen soll damit das gleiche Motiv veranschaulicht werden: der Winterschlaf als potenzieller Energieträger des Neuen, da ein Erwachen zur Revolution jederzeit möglich ist. Es beinhaltet damit zum einen das verträumte, in den Winterschlaf gefallene Deutschland, das Biermann direkt in Vers 1 (des 1. Kapitels) mit dem „deutschen Dezember“, also einem ruhigen, schlafenden Zustand Deutschlands zeigt. Zum anderen ist aber auch das Deutschland enthalten, das bereit zum Aufwachen ist.
Für die ursprüngliche Herkunft von Titel und Motiv muss man aber noch weiter zurückgehen: Heine reduzierte dafür die Shakespearekomödie The Winter’s Tale auf ihren rationalen Kern. In der Komödie bricht Hermione durch die unbegründete Eifersucht ihres Gatten scheintot zusammen, erstarrt aber zu einer Statue, in der sie weiterlebt, bis sie durch Leontes’ (ihres Gattens) erneute Liebe wieder aus dem Scheintod/Schlaf erwacht.
Die Stagnation der Revolution, die sowohl Heine als auch Biermann im Verlauf ihrer Reiseberichte kritisieren, repräsentiert die Figur der erstarrten Hermione. Die Hassliebe Heines zu Deutschland ist in der Hassliebe Leontes’ zu Hermione wiederzufinden.

## Textausgabe
- Wolf Biermann: Deutschland. Ein Wintermärchen. Verlag Klaus Wagenbach, Berlin 1972.

## Sekundärliteratur
- D. P. Meier-Lenz: Heinrich Heine – Wolf Biermann. Deutschland. ZWEI Wintermärchen – ein Werkvergleich. Bouvier, Bonn 1985.
- M. Watson: Wolf Biermann: Deutschland. Ein Wintermärchen. 2000